# ブラック校則 (映画)
『ブラック校則』（ブラックこうそく）は、2019年11月1日公開の日本映画。「ブラック校則」と呼ばれる校則問題を題材に、2人の男子高校生が思いをかける女子生徒を救うため理不尽な校則に立ち向かう姿を描く。脚本は此元和津也、監督は菅原伸太郎。主演は映画単独初主演となる佐藤勝利。共演に髙橋海人。
映画に加えてテレビドラマと配信ドラマでオリジナルの物語が製作され、テレビドラマが日本テレビ「シンドラ」枠で10月15日から11月26日まで全7話で放送、配信ドラマがHuluにて10月15日から11月26日まで全4話で配信された。

## 製作
大阪府の高校にて生まれつきの髪色を黒く染めるよう強要し訴訟にまで発展した「髪染め強要」問題や、「男女は1メートル以上離れる」「下着は白のみ着用可」「寒くてもマフラー、タイツは使用禁止」「ペットボトルの持ち込み禁止」「授業中のトイレは男子1分、女子3分以内」などの、近年問題視されている、「ブラック校則」を題材に製作。2005年に放送された、日本テレビ系土曜ドラマ『野ブタ。をプロデュース』のテレビドラマ化を手掛けた河野英裕がプロデューサーを務め、「ブラック校則」により青春を歪められた女子生徒を救うべく校則をプロデュースする姿を描いている。「令和版『野ブタ。をプロデュース』」とも位置づけられる。
映画にテレビドラマ、配信ドラマを加えた3媒体により、生徒たちを縛る「ブラック校則」と戦う高校生の恋と友情を描いた3つの異なるストーリーが展開される。
撮影は東京都内近郊にて、2019年8月上旬にクランクイン、9月30日にクランクアップした。

## あらすじ(映画･ドラマ･配信ドラマ共通)
さえない青春を生きていた高校生･小野田創楽(佐藤勝利)とその親友･月岡中弥(髙橋海人)。彼らが通う光津高校には、理不尽に生徒を縛りつける校則=ブラック校則が存在した。
そんなある日の朝、門の前にて、朝日に照らされ神々しく輝く栗色の髪をした女子生徒の町田希央(モトーラ世理奈)に心を奪われる創楽。しかし、希央は教師から黒染め強要をされており、彼女は教師への反発の末に不登校となった挙句、退学寸前にまで追いつめられてしまう。
希央を巡る学園の騒動を知った創楽と中弥は、希央を救うため、縛られた生徒を救うため、光津高校のブラック校則の破壊を決意する。 

## 登場人物
小野田創楽
演 - 佐藤勝利（Sexy Zone）
本作の主人公。光津高校2年2組の生徒であり、クラスの中でも特に目立たない空気のような存在。町田希央との出会いをきっかけに校則を変えようとする。制服のまま海に飛び込んだり、ハチよけの防虫帽子を被って登校してきたりと度々突飛な行動に出てしまうところがある。数学が得意で、完全数や婚約数等のマニアックな話をたまにする。5つ下の妹がいるが根暗だからなのか、突飛だからなのか、分からないがバカにされている。妄想癖。
月岡中弥
演 - 髙橋海人（King & Prince）
創楽と同じ2年2組の生徒。創楽とは対照的に誰にも予測がつかないような行動を取ることがあり、周囲を驚かせる。創楽の校則を変えたいという思いに協力、助言をする。実は中学時代に父親を亡くしているという過去があり、人間を信用していない節がある。好きな食べ物はいちご。マイブームはタピオカ。
町田希央
演 - モトーラ世理奈
本作のヒロイン。創楽達と同じ2年2組の生徒。生まれつき栗色の髪をしているが、黒く染めなければならないことに反発し不登校気味になる。アメリカ人の父と日本人の母がいるが離婚しているため、母と二人暮し。町工場で働く外国人従業員と仲良し。
松本ミチロウ
演 - 田中樹（SixTONES / ジャニーズJr.）
創楽達が通う高校の生徒会副会長兼不良グループのボス。柔道部所属。手代木が生徒に暴力を振るう動画をスマホに保存しており、手代木に特別な待遇を受けている。
上坂樹羅凛
演 - 箭内夢菜
光津高校の生徒会会長で創楽達と同じ2年2組の生徒。校則と母の決めたルールだけで生きている。縛られていないと不安になるので物事を自分で決めることが出来ない。成績優秀で女子陸上部にも所属にしているが、体力的にも息切れしやすく、陸上部の部員に裏で陰口を言われている。ファーストネームで呼ばれるのが苦手。
三池ことね
演 - 堀田真由
創楽達と同じ2年2組の生徒。校内のスクールカーストにおいて常に上位に位置している。町田希央のことをよく思っておらず、何かと張り合おうとするがことごとく町田にスルーされている。
七浦啓太
演 - 葵揚
創楽達と同じ2年2組の生徒。ミチロウの手下。流暢な関西弁を話す。野球部所属だがバッターやキャッチャーとしての素質はイマイチ。だが肩が強く、投げるのが非常に上手い。7という数字にこだわりがある。
漆戸丈士
演 - 水沢林太郎
創楽達と同じ2年2組の生徒。七浦と同様にミチロウの手下。バスケ部所属。
東 詩音
演 - 達磨
創楽達と同じ2年2組の生徒。吃音症でクラスの人達にからかわれているが、実はラップが上手く、ラップをしていると言いたいことがなんでも言える。パソコンで音楽作りもしている。
田母神美南
演 - 成海璃子
創楽達の高校の国語教師。死んだ元カレから貰ったかんざしで結ったお団子がトレードマーク。教師もかんざしは禁止なのに手代木に強く言われていないのを悪く思った三池ことねにかんざしを捨てられる。校長が撮影した写真を使い、ホームページや学校案内などの作成もしている。休日にも学校に出勤し、学校の見回りなどをさせられている。
大多和美那子
演 - 片山友希
創楽達の高校の英語教師であり、生徒指導の先生でもある。毎朝女生徒のスカート丈をチェックしている。
森 有人
演 - 吉田靖直
創楽達の高校の数学教師。創楽達のクラス、2年2組の担任。頼りないがとっても優しく、創楽達の校則改正の手助けもしてくれる。剣道部の担当責任を掛け持ちしているが、剣道の経験はなし。
月岡文弥
演 - 戸塚純貴
中弥の兄。一人暮らしをしているが、寂しがり屋でしょっちゅう家に帰ってきては中弥にあれこれ口出しをする。
手代木 豊
演 - 星田英利
創楽達が通う高校の体育教師で柔道部顧問。ブラック校則を盾に生徒達の自由を奪う。生徒に体罰をしている所を松本ミチロウに撮られていたため、ミチロウには逆らえない。罵詈雑言や暴力、過度な罰則が多い。
町田マリ
演 - 坂井真紀
希央の母。自由奔放な性格で希央に対しても放任主義。理不尽な校則に従うくらいなら高校をやめてもいいと思っている。料理上手。
井上外志雄
演 - 光石研
町工場の作業労働員。外人とも対等に接する。ラップなどを得意とし、外人の作業員達と楽しんでいるが、工場長のパワハラ、最低賃金、残業等の”ブラック”なルールに悩んでいる。
法月士郎
演 - でんでん
創楽達が通う高校の校長。風紀を乱す者に対しては容赦しない。独自の持論で生徒をブラック校則で縛り付ける圧の強い校長。
ヴァージニア・ウルフ
演 - 薬師丸ひろ子（映画出演）
創楽達が通う高校の掃除婦。綺麗好きということ以外全て謎な人物。「ヴァージニア・ウルフ」というニックネームは、イギリスの小説家であるヴァージニア・ウルフに横顔が似ているという理由により中弥が命名した。

## スタッフ
- 監督 - 菅原伸太郎
- 脚本 - 此元和津也
- 音楽 - 井筒昭雄
- 主題歌 - Sexy Zone「麒麟の子」（ポニーキャニオン）[14]
- エグゼクティブプロデューサー - 伊藤響
- プロデューサー - 河野英裕、長松谷太郎、大倉寛子
- アソシエイトプロデューサー - 山本直樹
- ラインプロデューサー - 阿利極
- 監督補 - 茂山佳則、岡本充史
- 撮影 - 高木風太
- 照明 - 秋山恵二郎
- 美術 - 禪洲幸久
- 録音 - 鈴木健太郎
- 編集 - 堀善介
- サウンドデザイン - 石井和之
- スタイリスト - 前田勇弥
- ヘアメイク - 金山貴成
- 助監督 - 小島正道
- 制作担当 - 星雅晴
- スクリプター - 近藤真智子
- スケジュール担当 - 島田伊智郎
- 配給 - 松竹
- 制作プロダクション - AXON
- 企画製作 - 日本テレビ放送網、ジェイ・ストーム

## 関連商品
ノベライズ
- 涌井学（著）、此元和津也（脚本）『ブラック校則』（2019年10月4日、小学館文庫、ISBN 9784094066975）

コミカライズ
- 藤峰やまと『ブラック校則』（2019年10月25日、小学館フラワーコミックス、ISBN 9784098706853）

## テレビドラマ
日本テレビの「シンドラ」枠で2019年10月15日から11月26日まで毎週火曜 0時59分 - 1時29分（月曜深夜）に放送された。主演の佐藤勝利は『49』以来6年ぶりとなる連続ドラマの単独主演であった。

### スタッフ（テレビドラマ）
- 脚本 - 此元和津也
- 音楽 - 井筒昭雄
- 編成企画 - 田中宏史、川口信洋
- 演出 - 菅原伸太郎、岡本充史、茂山佳則
- チーフプロデューサー - 福士陸
- プロデューサー - 河野英裕、長松谷太郎、大倉寛子
- 制作プロダクション - AXON
- 製作著作 - 日本テレビ、ジェイ・ストーム

### 放送日程
| 話数   | 放送日   | サブタイトル                               | 演出       |
| ------ | -------- | ------------------------------------------ | ---------- |
| 第1話  | 10月15日 | 一、髪の毛は黒色に限る                     | 菅原伸太郎 |
| 第2話  | 10月22日 | 二、ポニーテールは禁止とする               | 菅原伸太郎 |
| 第3話  | 10月29日 | 三、アルバイトは禁止とする                 | 菅原伸太郎 |
| 第4話  | 11月05日 | 四、自転車通学は禁止とする                 | 岡本充史   |
| 第5話  | 11月12日 | 五、制服での寄り道を禁止とする             | 茂山佳則   |
| 第6話  | 11月19日 | 六、SNSの使用は禁止とする                  | 岡本充史   |
| 最終話 | 11月26日 | 七、どんなことがあろうと欠席してはならない | 菅原伸太郎 |

### 国外放送日程
- Black School Rules（2019年12月30日 - 、GEM TV Asia（英語版））[16]

### ネット局
| 放送期間                  | 放送時間                     | 放送局         | 対象地域   | 備考   |
| ------------------------- | ---------------------------- | -------------- | ---------- | ------ |
| 2019年10月15日 - 11月26日 | 火曜 0:59 - 1:29（月曜深夜） | 日本テレビ     | 関東広域圏 | 製作局 |
|                           |                              | 山梨放送       | 山梨県     |        |
|                           |                              | ミヤギテレビ   | 宮城県     |        |
| 2019年10月18日 -          | 金曜 1:59 - 2:29（木曜深夜） | 札幌テレビ     | 北海道     |        |
| 2019年10月24日 -          | 木曜 2:08 - 2:38（水曜深夜） | 中京テレビ     | 中京広域圏 |        |
| 2019年10月27日 -          | 日曜 1:25 - 1:55（土曜深夜） | 高知放送       | 高知県     |        |
| 2019年10月29日 -          | 火曜 1:59 - 2:29（月曜深夜） | 静岡第一テレビ | 静岡県     |        |
| 2019年11月3日 -           | 日曜 1:35 - 2:05（土曜深夜） | 青森放送       | 青森県     |        |
| 2019年11月4日 -           | 月曜 1:25 - 1:55（日曜深夜） | 福岡放送       | 福岡県     |        |
|                           | 月曜 2:42 - 3:12（日曜深夜） | 読売テレビ     | 近畿広域圏 |        |
| 2020年4月14日 -           | 火曜 10:55 - 11:25           | 山口放送       | 山口県     |        |

| 日本テレビ系 シンドラ                                        | 日本テレビ系 シンドラ                      | 日本テレビ系 シンドラ                                        |
| 前番組                                                       | 番組名                                     | 次番組                                                       |
| ------------------------------------------------------------ | ------------------------------------------ | ------------------------------------------------------------ |
| 簡単なお仕事です。に応募してみた （2019年7月23日 - 9月24日） | ブラック校則 （2019年10月15日 - 11月26日） | やめるときも、すこやかなるときも （2020年1月21日 - 3月24日） |

## 配信ドラマ
Huluで2019年10月15日から11月26日までテレビドラマ放送終了後に配信された。全4話。

### 配信日程
| 話数   | 配信日   | 演出 |
| ------ | -------- | ---- |
| 第1話  | 10月15日 |      |
| 第2話  | 10月22日 |      |
| 第3話  | 11月19日 |      |
| 最終話 | 11月26日 |      |